# Kupní síla
Kupní síla je ekonomický termín, který lze obtížně definovat, neboť se vyskytuje v několika významech, respektive souvislostech, přičemž pokaždé znamená něco trochu odlišného. Laiky bývá tento termín spojován s kupní silou obyvatelstva, zatímco ekonomové nejčastěji uvažují kupní sílu peněz či měn. Méně častěji se hovoří o kupní síle segmentu. Všechna tato spojení si kladou za cíl nějakým způsobem vyjádřit schopnost nakoupit určité zboží, služby případně jejich kombinaci v závislosti na nějaké veličině, nejčastěji na čase či nějak definované skupině lidí. Z hlediska ekonomických teorií nelze vyjádřit zároveň kupní sílu peněz a obyvatelstva, protože mezi těmito čísly nemusí být přímá úměra a dokonce vztah mezi nimi nemusí být jasný, ve většině případů nemá ani žádný význam se pokoušet ho vyjadřovat.
Podle Jeana-Françoise Jaudona je třeba rozlišovat mezi kupní silou a touhou nakupovat Chuť nakupovat je podporována marketingem a reklamou.

## Kupní síla peněz
Kupní síla peněz vyjadřuje množství služeb a zboží, které lze při dané cenové hladině koupit za určité množství peněz, což prakticky znamená, že vyjadřuje, kolik si toho člověk může za konkrétní sumu koupit. Platí tedy, že cena peněz je množství statků, tj. zboží a služeb, kterých se člověk musí vzdát, aby získal jednotku peněz. Z čehož pramení, že jednotku peněz lze vyjádřit jako převrácenou hodnotu ceny zboží, čili je opakem cenové hladiny. Z této definice vyplývá, že samotné vyjádření kupní síly nemá žádný smysl; ten získává teprve v okamžiku, kdy se sleduje její závislost na čase či jiné veličině, anebo kdy se sleduje stejné zboží v rámci několika měn. Problémem okamžitého vyjádření kupní síly peněz je, že existuje nekonečné množství směnných poměrů k ostatním statkům, které se navíc nevyvíjí rovnoměrně. V případě, že sledujeme hodnotu peněz v závislosti na čase, získáme jako výsledek inflaci či deflaci, kterou pak vyjadřujeme procenty, kdy za výchozí stav je považován nejnižší rok. V případě, že porovnáváme kupní sílu měn, hovoříme o tzv. paritě kupní síly, což je pouze vyjádření, za kolik jednotek dané měny si koupíme nějaké zboží a služby. Rozsah srovnávacích produktů a služeb je definován pomocí tzv. spotřebního koše. Výsledek umožní zpětně porovnat ekonomickou úroveň dané země. Parity jednotlivých měn tak nemohou být shodné s měnovými kurzy, protože kurz vyjadřuje zájem o danou měnu, nikoli vyspělost ekonomiky. V důsledcích parita kupní síly vyjadřuje, kolik peněz je třeba k zakoupení spotřebního koše v zemi, kde se touto měnou platí; pokud je znám příjem sledované skupiny, lze z této hodnoty odvodit kupní sílu obyvatelstva. Pojem kupní síla je tak zcela svázán s teorií peněz, nabídkou a poptávkou a je součástí ekonomické teorie, v mnoha teoriích je kupní síla spíše důsledek hospodaření s penězi než záměrně sledovaný údaj. Kupní síla se pak odvíjí od množství peněz v oběhu a od možnosti s penězi zacházet.
Kupní síla peněz je zajímavá i pro historiky, protože u většiny historických období není znám dostatek faktů, aby bylo možno s rozumnou přesností stanovit přepočet mezi hodnotou dnešních peněz a historickou měnou, pro české země se o to jako první pokusil Josef Pekař. Ve středověku byl zájem o peníze často určován obsahem drahého kovu v minci, což v důsledcích znamenalo, že kupní síla peněz měla na kurz často určující vliv.
Současný pohled na kupní sílu peněz je však poněkud složitější, než ho dělají ekonomické teorie, protože se do těchto teorií promítají ještě politické zájmy, které ovlivňují lobbing, a tedy cílené zájmy jednotlivých skupin obyvatelstva. Tyto pohledy nás sice velmi málo informují o tom, jak se vyvíjí cena peněz teoreticky, ale velmi výrazně ovlivňují vládní výdaje, přes něž je ovlivňováno celkové množství peněz v oběhu, což podle současně přijímané teorie vede k ovlivnění kupní síly peněz.

### Základní teoretické pohledy na kupní sílu peněz
Jednotlivé pohledy na pojem kupní síla peněz se liší, protože vyplývají z odlišných teorií peněz, samostatný přístup ke kupní síle je nemožný, neboť je třeba vysvětlit pojmy jako nominální úroková míru a následně i inflace, to není možné bez úplné teorie peněz. Přístup k tomu co ovlivňuje kupní sílu peněz se v různých ekonomických teoriích zásadně liší. Částečně je tento rozdíl daný historickým vývojem, protože poznání o fungování peněz se postupně prohlubuje, částečně se jedná o konkurenční teorie, které se dívají na svět peněz velmi odlišně. Nejzásadnější rozdíly panují v pohledu jak chápat samotné peníze a jak chápat roli státu a národních bank. Z pohledu dnešních teorií lze rozlišit ekonomické teorie klasické neboli liberální a keynesiánské. Přičemž klasické se snaží udržovat co nejnižší roli státu v ekonomice, zatímco keynesiánské přiznávají státu velký vliv, z toho pramení jejich rozdílný pohled na inflaci a následně i na kupní sílu. Liberální teorie se opírají o ekonomické poznání myslitelů od 18. století a vychází z předpokladu, že nestabilita vzniká krátkodobými změnami nabídky peněz, čímž se ovlivňuje jejich kupní síla, zatímco keynesiánský model předpokládá, že pro udržení kupní síly peněz je třeba státních zásahů. Pohled na kupní sílu peněz tak přímo vychází z jednotlivých teorií peněz. V dnešní době je ekonomické myšlení nejvíce ovlivněno monetarismem, který razí teorii minimálních státních zásahů, neboť se podle této teorie zpravidla projeví pozdě anebo jsou spíše negativní, politicky jsou taková řešení často nepopulární a proto je často postupováno i podle keynesiánské teorie.
Mimo všechny teorie pak stojí obchodní pohled, který hodnotí kupní sílu na základě úvahy, zda se vyplatí peníze držet, zde platí tento vztah {\displaystyle H_{R}={\frac {H_{N}}{(1+i)^{n}}}}, kde {\displaystyle H_{R}} je reálná hodnota peněz, {\displaystyle H_{N}} je nominální hodnota peněz, {\displaystyle i} je míra inflace v daném období a {\displaystyle n} je počet období. Z tohoto vztahu pak lze vypočítat jak se změnila kupní síla za delší období, lze tak spočítat, že od pádu zlatého standardu ztratil americký dolar téměř 90 % své kupní síly.

#### Metalistická teorie peněz
Historicky první teorie předpokládaly, že jediné co ovlivňuje hodnotu peněz je obsah drahého kovu v minci, teorie stojící na tomto předpokladu se nazývá metalistická teorie peněz. Tato teorie převažovala po celý středověk, kdy pak nezáleželo na množství peněz v oběhu, ale pouze na kvalitě mincí. Kupní síla vyvozená z obsahu drahého kovu umožňuje vytvořit relativně stabilní a především očekávatelné prostředí, které je stabilnější než u peněz papírových. Nevýhodou komoditního standardu pro vlády je obtížnější zvýšení množství peněz, což vlády potřebují především ve válkách. Tohoto problému si byly vědomy již české stavy v době stavovského povstání, kdy uměle zvýšily hodnotu peněz, čímž snížili jejich kupní sílu, což nastartovalo hyperinflaci. Obecným problémem zlatého či stříbrného standardu, který tato teorie není schopna postihnout, je nestabilita cen drahého kovu. Cenu totiž ovlivňuje řada faktorů mezi něž patří množství drahého kovu, což mohou ovlivnit nová naleziště. Druhým zásadním problémem těchto standardů je snaha vlád mít peníze zcela pod kontrolou, který vede k ražbě nekrytých mincí.

#### Kvantitativní teorie peněz
První moderní ucelenou teorií peněz byla tzv. kvantitativní teorie peněz, jejíž počátky lze sledovat až k dílům Davida Huma, prvním kdo se zabýval problematikou emise peněz a tím i kupní síly byl David Ricardo. Matematické vyjádření této teorie nalezl až v roce 1911 americký ekonom Irving Fisher. Tato teorie vysvětluje finanční jevy, které byly dříve nevysvětlitelné, mezi něž zejména patří pohyby cenové hladiny i v případech, které jsou v rozporu s metalickou teorií. Pro kupní sílu není zajímavá teorie jako celek, ale pouze její důsledky, které vyplývají z jejího matematického vyjádření, neboť dokud se kvantitativní teorie nepropojila s matematikou, nebylo z hlediska kupní síly možno její závěry jednoznačně interpretovat a pohybovala se tak na úrovni filosofických úvah. Matematické vyjádření je popsáno ve Fisherově díle „The Purchasing Power of Money“ z roku 1911, další důsledky jsou popsány a rozvinuty v dalším Fisherově díle „Elementary Principles“ z roku 1922. Fisher matematicky vyjádřil tzv. kvantitativní rovnici peněz, která bývá někdy ne zcela přesně označována jako rovnice směny. Tato rovnice řeší kolik peněz by mělo být v ekonomice, čímž dává do vztahu čtyři hospodářské veličiny (množství peněz v oběhu, oběžnou rychlost peněz, cenovou hladinu a množství směňované produkce). Toto vysvětlení pak ukazuje jak se vyvíjí kupní síla peněz, pokud se změní některá ze základních hospodářských veličin a jak lze postupovat pro udržení zdravého vývoje kupní síly.
Existuje několik zápisů rovnice směny, přičemž za základní bývá označován tento tvar:
{\displaystyle M\cdot V=P\cdot Q}, platná je i v přírůstkovém tvaru {\displaystyle \Delta M\cdot \Delta V=\Delta P\cdot \Delta Q}
Význam proměnných ve vzorci:
{\displaystyle \Delta \,} Přírůstek
{\displaystyle M\,} celkové množství peněz v oběhu
{\displaystyle V\,} oběžná rychlost peněz
{\displaystyle P\,} cenová hladina
{\displaystyle Q\,} index výdajů tzn. množství statků nabízených ke směně
Tento vztah ukazuje, že pokud stoupne množství peněz v oběhu, sníží se jejich hodnota, což vytváří inflaci a snižuje kupní sílu peněz.
Teorie tak předpokládá, že každé zvýšení objemu peněz se musí projevit v kupní síle peněz. Při nárazovém zvýšení objemu peněz nelze očekávat zvýšení množství statků nabízených ke směně ani snížení oběžné rychlosti peněz, mělo by tedy dojít k vyrovnání v cenové hladině a tak se podepsat na změně kupní síly. Praxe ukazuje, že se tak děje s určitým zpožděním, čehož vlády využívají k různým finančním machinacím jako je např. snížení nezaměstnanosti. Naopak při zvýšení množství peněz v oběhu, lze očekávat, že se oběh peněz zrychlí, neboť lidé mají dojem, že se jejich kupní síla zvětšila a v souladu s teorií více utrácejí. Tento fakt však neplatí obecně a právě v tom je jedna ze slabin této teorie, neboť tato teorie je čistě transakční což znamená, že ji nijak ji neovlivňuje úroková míra. S tím souvisí ještě skutečnost, že vychází z předpokladu, že se veškeré transakce dějí v penězích, což není přesný předpoklad. Mnoho transakcí se odehrává nepeněžní formou, což některé teoretické předpoklady narušuje. V případě poklesu důvěry v peníze tomu nepeněžních transakcí přibývá a transakční rovnice v žádném tvaru nedává správné hodnoty, v takovém případě je však kupní síla peněz velmi nízká a z hlediska investora či běžného občana se peníze stávají nezajímavé. Toto se děje např. při hyperinflaci. Z rovnice i z teoretických pojednání vyplývá, že peníze jsou vnímány pouze jako oběživo, nikoli i jako statek s určitou likviditou, což v praxi neplatí, neboť významná část peněz je držena jako nejlikvidnější zboží.
V rozporu s teorií je i skutečnost, že při krátkodobém vzestupu množství peněz, klesne transakční rychlost, a tudíž se nezmění pravá strana.
Problém spojený s úroky a se skutečností, že lidé v reálném světě drží konstantní podíl na reálném důchodu vyřešila Cambridgeská škola, která tuto rovnici upravila do podoby nazvané cambridgeská rovnice. Ta vychází z Marshallovy teorie poptávky po penězích a klade za cíl zjistit kolik peněz v součtu drží jednotlivé subjekty, čímž promítá do kupní síly peněz i úrok. V praxi to znamená, že kvantitativní rovnice peněz neumožňuje analýzu poptávky po penězích, která má význam pro kupní sílu měn i peněz. Na problém rostoucího zájmu o peníze narážely peníze po dobu celé své existence - např. Rudolf II., jehož kvalitní ražba byla požadována v zahraničí, což významným způsobem zvyšovalo kupní sílu peněz. Tím za Rudolfa II. výrazně rostla kupní síla peněz a nastával jejich odliv do zahraničí, čímž vznikal nedostatek na vnitřním trhu, který bylo možno krýt jen zvýšenou těžbou stříbra. Cambridgeská rovnice zavádí cambridgeský koeficient, který je sice ve Fisherově rovnici obsažen (V je jeho reciproká hodnota), ale přesto dává prostor pro započtení poptávky po penězích, čímž do kupní síly promítá i nedostatek peněz a částečně i případné spekulace na peněžním trhu.
Rovnice v základním tvaru je tedy zapsána takto:
{\displaystyle M=k\cdot P\cdot Y}
Význam proměnných:
{\displaystyle M\,} celkové množství peněz v oběhu
{\displaystyle k\,} podíl peněžních hotovostí na důchodu (1/V)
{\displaystyle P\,} cenová hladina
{\displaystyle Y\,} reálný národní důchod

#### Keynesiánské teorie
Po velké hospodářské krizi se klasická ekonomie dostala do krize, neboť ji nedokázala uspokojivým způsobem vysvětlit ani nalézt cestu z ní (vysvětlení podal až Milton Friedman o zhruba čtyřicet let později). Díky této krizi se prosadily myšlenky státních zásahů jejichž autorem je John Maynard Keynes, který v roce 1930 vydal Pojednání o penězích a v roce 1936 vydal pro tento směr klíčové dílo Obecná teorie zaměstnanosti, úroku a peněz. Zde se snažil vysvětlit, že doposud platné teorie platí jen v nějakých speciálních případech, obecně podle něj však platí širší zásady, které se zcela jinak dívají na peníze a následně i na kupní sílu. Tato díla přichází s myšlenkou, že se nelze dívat na peníze makroekonomicky, ale zavedl tzv. analýzu příjmů domácností, která se dělila podle zdrojů vzniku a užití. Tato teorie dále odmítla dřívější pohled na peníze degradované na pouhé oběživo, ale dokazuje, že významnou vlastností peněz je jejich likvidita.
Z tohoto příjmově-výdajového přístupu pak keynesiánská ekonomie odvodila teorii efektivní poptávky, která spočívá v myšlence, že nestálost hospodářství je způsobena nestálostí kupní síly peněz. John Maynard Keynes vyšel z předpokladu, že neplatí Sayův zákon trhů a došel k závěru, že klíčovým problémem je nestabilita kupní síly. Snaha najít stabilitu kupní síly jej přivedla k myšlence, že hlavní problém spočívá v tom, že hlavní část důchodů se rozděluje nezávisle na investičním plánování, což jej přivedlo k nutnosti reformovat peněžní a úvěrový systém. V praxi to tedy znamená, že spotřebitelé si utrácejí peníze, kde se jim zachce, bez ohledy na vyšší zájmy. Z toho odvodil, že pokud nedochází ke státním zásahům, může sama o sobě vzniknout krize a způsobit velkou nezaměstnanost, kde již ekonomika není schopna samoregulačních mechanismů a jsou nutné státní zásahy především v oblasti úroků, kterými stabilizuje kupní sílu. Krize tak podle J. M. Keynese vznikají nedostatečnou agregátní poptávkou, kdy v období krize neexistuje mechanismus, který bez státního zásahu přemění úspory na investice, protože podle Keynese stálost kupní síly peněz závisí na stálosti poměru mezi důchody domácností a velikostí reálného národního důchodu a na rovnosti úspor a celkových nákladů na výrobu investičních statků.
Tím se z peněz stal uchovatel hodnot, nikoli pouze transakční prostředek. Z hlediska kupní síly to tedy znamená představu, že se má střídat období deficitních státních rozpočtů kdy stát provádí investice pomocí veřejných zakázek s cílem nastartovat další rozvoj, tyto schodky pak vykryje ze vzniklých přebytků. V zásadě to znamená, že pro hospodářství je klíčový marginální sklon k spotřebě, díky kterému se zvedá tzv. multiplikátor, což umožňuje stabilitu hospodářství a tím i růst kupní síly obyvatelstva a to i za cenu poklesu kupní síly peněz.
Po druhé světové válce se zcela prosadilo neokeynesiánství, které rozvíjí myšlenky keynesiánství, v politice vyspělých zemí bylo postupováno podle těchto návodů. Problém nastal již v sedmdesátých letech 20. století, kdy se ukázalo, že se nedaří státní rozpočty vyrovnávat, což způsobuje pokles kupní síly peněz a inflaci, tyto jevy byly sice vyrovnávány růstem kupní síly obyvatel, ale způsobovali makroekonomické obtíže, které neodvratně směřovaly ke krizi. V této době se navíc vyskytly nové jevy (stagflace, slumpflace), které tato ekonomická škola již nebyla schopna vysvětlit, proto byl tento model nahrazen monetární teorií.
Výpočty se kterými pracuje keynesiánský ekonomický model jsou poměrně složitější a vztah ke kupní síle z nich není patrný na první pohled, v zásadě existuje několik vzorců, které mají ke kupní síle vztah, přes ostatní ekonomické ukazatele. Toto neznamená, že pro tento model není kupní síla důležitá, naopak přes kupní sílu hledalo keynesiánství důvody v nestabilitě systému.
Pro vysvětlení je nutno nejprve uvést vztah, kterým keynesiánství definuje celkovou poptávku peněz. Tento vztah o kupní síle neříká téměř nic, ale bez tohoto vztahu pozbývá rovnice vyjadřující kupní sílu v keynesánském modelu smyslu.
{\displaystyle L=k\cdot Y-h\cdot i} přičemž platí {\displaystyle k\cdot Y_{n}=k\cdot P\cdot Y_{r}}
Význam proměnných:
{\displaystyle L\,} celková poptávka po hotovostních penězích
{\displaystyle k\,} podíl peněžních hotovostí na důchodu (1/V)
{\displaystyle P\,} cenová hladina
{\displaystyle Y\,} reálný národní důchod indexy n a r znamenají
{\displaystyle h\cdot i\,} vyjádření spekulativní nabídky, která je závislá na úrocích
Předpokládá se tedy, že důchody domácností lze rozdělit na důchody vydávané na spotřební statky a na část která je spořena. Potom platí {\displaystyle Y=C+S} a zároveň se předpokládá že tyto důchody lze rozdělit na ty které vznikají výrobou investičních a spotřebních statků z toho plyne vztah {\displaystyle Y=Y_{C}\cdot Y_{i}}. Keynes dále předpokládal, že pokud platí předchozí vztahy, musí platit, že {\displaystyle Y_{C}=T\cdot C_{C}} a zároveň {\displaystyle Y_{I}=T\cdot C_{I}}, z čehož vyplývá klíčový vztah: {\displaystyle {\frac {Y_{C}}{Y_{I}}}={\frac {C}{S}}}, pokud dojde k narušení tohoto principu, bude podle keynesiánství cena spotřebních statků nerovnovážná a vyvolá strukturální změny ve složení reálného národního důchodu, což způsobí nestabilní kupní sílu peněz.
Význam proměnných:
{\displaystyle Y\,} je důchod domácností, index I značí důchod z investičních statků a C důchod ze spotřebních statků
{\displaystyle C\,} jsou důchody vydávané na spotřební statky
{\displaystyle S\,} je spoření domácností
{\displaystyle T\,} jsou náklady firem, přičemž {\displaystyle T\cdot C_{C}} jsou celkové náklady firem vynaložené při výrobě spotřebních statků a {\displaystyle T\cdot C_{I}} jsou náklady firem při výrobě investičních statků, do obojího je započítáván i zisk.
Kupní síla je pak dána vzorcem, který vznikl úpravou cambridgeské rovnice kvantitativní teorie peněz
{\displaystyle M=P\cdot q}
{\displaystyle M\,} je celkové množství peněz v oběhu
{\displaystyle P\,} je cenová hladina
{\displaystyle q\,} je abstraktní jednotka, vyjadřující počet jednotek spotřebních statků, na které si domácnosti trvale drží zůstatky. Nestálost těchto jednotek, dle keynesiánské ekonomie způsobuje nestabilitu reálných peněžních zůstatků. Z toho vyplývá značná závislost na změnách příjmů.

#### Monetarismus
Monetarismus vznikl někdy v padesátých letech 20. století jako opozice k tehdy převládajícímu keynesiánskému chápání peněžních jevů. V sedmdesátých letech 20. století se dostalo keynesiánství do krize a monetarismus byl postupně přijat jako platná teorie i díky skutečnosti, že jeho ideový vůdce Milton Friedman předpověděl stagflaci. Monetarismus přišel s ideou, že inflace je čistě peněžní jev, to znamená, že je způsobena rychlejším růstem nabídky peněz než je růst reálného národního důchodu. Podle této teorie je pro makroekonomii klíčové, aby množství dlouhodobě peněz rostlo s růstem nominálního hrubého domácího produktu, pro kupní sílu to znamená, že její význam je oproti keynesiánství zatlačena do pozadí, protože její růst či pokles je ovlivněn množstvím peněz v oběhu a růstem či poklesem nominálního hrubého domácího produktu. Z hlediska monetarismu je samostatně ze strany státní moci velmi těžko ovlivnitelná jinak než pomocí inflace.
Pro chápání kupní síly je v monetarismu klíčové pojetí peněz, které monetaristé pozměnili, alespoň v rámci makroekonomických úvah. Monetaristé posunuli chápání peněz, přesněji peněžní zásoby, tak jak ji dnes chápe FED, to znamená. že za peníze je považován pouze agregát M-1 (tzn. pouze peníze které jsou mimo banky plus peníze uložené v bankách bez výpovědní doby). Z toho přímo plyne, že jediným nástrojem jak lze podle monetarismu ovlivňovat množství peněz v oběhu. Monetaristé vzcházejí z kvantitativní rovnice směny, kterou nejlépe ilustruje rovnice:
Rovnice v základním tvaru je tedy zapsána takto:
{\displaystyle P\cdot R=C\cdot M}
Význam proměnných:
{\displaystyle M\,} celkové množství vyrobeného zboží a poskytnutých služeb
{\displaystyle R\,} Rychlost oběhu peněz
{\displaystyle P\,} Peněžní zásoba
{\displaystyle C\,} Cenová hladina
Z toho plyne, že {\displaystyle C\cdot M} je vlastně reálný hrubý národní produkt. Monetaristé předpokládají, že rychlost oběhu peněz je víceméně konstantní, stejně tak je fixně dáno množství vyrobeného zboží a služeb. Z tohoto pohledu vyplývá, že podle monetaristů se jakákoli změna v peněžní zásobě přímo promítne do cen zboží a tím do kupní síly peněz. Tento předpoklad samozřejmě připouští krátkodobé změny, avšak i zde platí předpoklad, že aby vládní výdaje ovlivnili ekonomiku, musí být provázeny změnou v celkovém množství peněz.

## Kupní síla obyvatelstva
Kupní síla obyvatel je často používaný termín, jehož přesná definice je poměrně složitá. V zásadě pod tím zpravidla rozumíme, kolik si toho obyvatel nějakého regionu či profese může za svoje příjmy koupit v rámci definovaného spotřebního koše. Kupní síla obyvatelstva je tedy množství peněz, které má v daném období obyvatelstvo k dispozici pro nákup zboží na vnitřním trhu, čímž tvoří tzv. koupěschopnou poptávku. Jelikož je tento termín často užíván politiky, dochází k mnoha interpretacím o tom, co je vhodné statisticky sledovat, s čímž samozřejmě často roste tlak na spotřební koš. Kupní síla obyvatel regionů však nemá pouze politický význam, ale má především obchodní význam, neboť při správně zvolených hodnotách ukazuje investorům zda a jak vhodně investovat do daného regionu, protože popisuje disponibilní příjem určité oblasti a slouží tak jako obecně používaný ukazatel potenciální spotřeby.
Z ekonomického pohledu lze kupní sílu obyvatel chápat jako jeden z důležitých ukazatelů hospodářské úrovně regionu. Význam kupní síly obyvatelstva bývá často zveličován, nebo spíše nebývá vždy správně interpretován. Kupní síla obyvatelstva musí být totiž chápána v celkovém kontextu ekonomiky, protože pokud roste výrazně rychleji než ostatní ekonomika, nebo se chová protikladně, může vyvinout značný tlak na měnu. Tato situace nastala např. v ČR v roce 1951-53 a vynutila si měnovou reformu. Je-li kupní síla správně interpretována a nezkreslována nevhodným výběrem pak víceméně kopíruje ekonomickou situaci regionu. Přesný výpočet kupní síly obyvatelstva je velmi složitý, neboť je třeba vzít v úvahu velké množství dat. Velmi často bývá zvýšená kupní síla obyvatelstva interpretována tak, že její zvýšení (čímž rozumíme skutečnost, kdy cenový index roste pomaleji než příjmy) vede k většímu utrácení, čímž se oživuje ekonomika. Tato interpretace velmi často zvítězila při ekonomické krizi v roce 2008 resp. při jejím řešení v roce 2009, kdy byla snaha zvyšovat kupní sílu obyvatelstva v naději, že lidé začnou více utrácet. Zvyšující se kupní síla však automaticky neznamená větší utrácení, protože část lidí se při takovéto situaci pokusí umořovat své dluhy, spořit atp. takové chování však neoživuje ekonomiku. Není ani pravdou, že klesající kupní síla obyvatelstva znamená nižší výdaje, jak ukázaly krize v osmdesátých letech 20. století, lidé často nejsou ochotni své výdaje omezit a proto se zvyšuje objem zápůjček či dochází k utrácení úspor. Projev kupní síly obyvatelstva na celkovou ekonomiku se snaží popisovat téměř každá ekonomická či politická teorie, nicméně praktické předpovědi, které tyto teorie dávají jsou často v rozporu s realitou.

## Kupní síla segmentu
Kupní síla segmentu je vlastně kupní síla části trhu, segmentace trhu je vlastně oblast marketingu. Z hlediska kupní síly se jedná o marketingový průzkum nějaké cílové skupiny, kdy je cílem zjistit, zda má nějaký produkt v daném regionu či mikroregionu uspět a za jakých okolností se tak s jakou pravděpodobností stane. Znamená to tedy, že v celkovém průzkumu se uvažuje konkurenční zboží a zda je pro daný segment zajímavý posun ceny přímo úměrně s kvalitou, nebo zda na daném trhu zbývá prostor pro prodej nového produktu či nových služeb.

## Měření kupní síly
Kupní síla peněz se měří pomocí tzv. cenových indexů, obecně platí, že toto měření je nesmírně komplikované a občas i zpochybňované. Toto měření totiž vychází z cenových průzkumů a od šedesátých let 20. století je prováděno ve všech zemích OSN. Kupní síla je počítána podle jakýchsi tabulek tzv. Penn World Tables, které mají za cíl srovnat shodné služby a výrobky a vypočítat z nich nějakou hodnotu. Problematika tohoto měření a srovnávání pomocí Penn World Tables spočívá ve skutečnosti, že jsou vytvořeny na základě amerického či západoevropského způsobu života. To znamená, že jsou obsaženy služby běžné ve vyspělých státech, které jsou v chudých státech také dostupné, ale zpravidla velmi levné a pro drtivou většinu populace nezajímavé (např. masáže). To ovlivňuje srovnání jednotlivých zemí, zmenšuje rozdíl mezi bohatými a chudými státy a zároveň zmenšuje vypovídací hodnotu srovnání. Na druhou stranu je třeba současnému modelu přiznat vysokou srovnávací hodnotu mezi zeměmi na podobné úrovni.
Výpočet se provádí pomocí srovnatelného a pro danou oblast dostatečně reprezentativního spotřebního koše, výsledek se však neudává v nějaké národní měně ale v PPS (purchasing power standard), což je imaginární měna tzv. standard kupní síly - sloužící k vyjádření objemu ekonomických souhrnných ukazatelů při mezinárodním srovnávání. Výhodou tohoto postupu je, že se tak eliminují cenové rozdíly mezi státy, to znamená, že srovnáním HDP na obyvatele podle standardů kupní síly, vychází srovnání životní úrovně v těchto státech.

## Parita kupní síly
Parita kupní síly (anglicky purchasing power parity) je vyjádření kupní síly měn, zjednodušeně platí, že se jedná o poměr cen v národních měnách za stejné výrobky a služby v různých zemích. Parity kupní síly se neporovnávají mezi dvěma státy, ale jedná se o celkový přehled. Parita kupní síly nevyjadřuje zájem o měnu, ale pouze její kupní sílu, to znamená, že se odchyluje od měnového kurzu. U srovnání více zemí dochází k obdobným problémům jako u porovnávání kupní síly obyvatelstva, největším problémem zůstává definice spotřebního koše. Při nevhodně zvoleném spotřebním koši se do kupní síly totiž mohou výrazně promítnout věci jako jsou cla či náklady spojené s exportem např. doprava, pokud toto není spotřebním košem zohledněno, vzniká nepřesný obrázek.